# 新聞研究
『新聞研究』（しんぶんけんきゅう）は、日本新聞協会が発行している月刊の雑誌である。

## 概要
太平洋戦争後に日本新聞協会が発足した際、協会の活動の一環として出版活動があり、その一つとして1947年12月に創刊された。協会加盟各社が発行する各媒体（協会にはテレビ局も加盟しているため新聞限定ではない）、ジャーナリズム、マスコミに関する問題提起を論じ、新聞倫理の向上に資する情報を提供することを目的としていると言う。
2002年当時の編集長、川嶋明によれば具体的には「いろんな出来事を各紙はどう報道してきたかということです。その中での問題を解明し、体験を共有し、取材倫理を高めていく」と述べられている。編集は協会の事務局職員により行われ、川嶋によれば職員には「利益擁護団体よりも倫理団体」と教育されてきた。こうした姿勢を本誌にも反映している。
報道被害事例の紹介については『アド広報インテリジェンス』が挙げたTBSビデオ問題や窃盗犯へ事前に金銭授受をしたテレビ局記者の例に答えながら「取材モラルというの根本に関わる問題ですから、何らかの形で常にそうした問題はついてまわることになります」と答える一方「報道被害への批判も（中略）複雑な事情が絡む場合もあり、言葉だけで済ませられる問題ではない。結果に至った経緯をしっかりと押さえておく必要がある」と述べている。
主な読者は新聞協会加盟各社の記者である。

### 特集主義
毎号特集は30ページ以上を占める。特集企画以外でも個人情報保護法については雑誌企画として研究会を作り、早期から取り上げてきたという。なお、研究会のメンバーは各新聞社の編集局次長、編集委員、学者から構成される。法案に対する政府への意見表明の際にも、研究会での実績を基礎に出来たと言う。

### 地方紙社説・論説総覧
地方から国を見るという視点で始められたコーナーである。新聞協会には加盟各社の全紙に目を通す審査室があり、5名のメンバーで紹介する社説・論説記事を選んでいる。

### 若年記者向けのシリーズ
「わが支局　わが日々」「前線記者」がこれに当たる。

### その他記事
海外支局の開設、専門分野記事の執筆の裏話、新媒体の発行などについて、内部の視点から書かれた記事が掲載されることがある。

## 別冊新聞研究
1975年10月より不定期に刊行。副題は「聴きとりでつづる新聞史」。1998年4月に34号を以って廃刊。

## 編集体制
企画は発売の2ヶ月前に開始するが、タイムリーな話題もあり、臨機応変な面もあると言う。内容の最終決定は発売前1ヶ月とされる。編集部は編集長の他デスク1名、スタッフ2名。企画会議には『新聞協会報』の編集長も参加する。

## その他
大きさはB5サイズである。表紙は題字の下に絵というシンプルなスタイル。執筆陣は新聞社の経営幹部や役職つきのベテラン記者から20代の1線記者まで様々である。その他大学教授なども起用される。